# Campionato Primavera 2015-2016
Il Campionato Primavera TIM - Trofeo "Giacinto Facchetti" 2015-2016 è la 54ª edizione del Campionato Primavera.
La Roma si è laureata Campione d'Italia per l'ottava volta, battendo in finale la Juventus 8-7 ai tiri di rigore, dopo l'1-1 al termine dei tempi supplementari.
Il detentore del trofeo era il Torino.

## Regolamento
Il Campionato Primavera si articola in tre fasi:
- Gironi eliminatori: le 42 società partecipanti sono divise in tre gironi di 14 squadre. Al termine di questa fase, le prime due società classificate di ogni girone accedono direttamente alla fase finale.
- Turno di qualificazione alla fase finale: vi accedono 8 società: le terze e quarte classificate di ciascun girone e le due migliori quinte che si affrontano in quarti di finale e semifinali. Le due società vincenti accedono alla fase finale.
- Fase finale: le otto squadre qualificate si affrontano in gare a eliminazione diretta (quarti di finale, semifinali e finale).[3]

## Diritti TV
In Italia, i diritti televisivi di questo campionato sono detenuti da Sportitalia e da Rai Sport.

## Fase a gironi

### Girone A

#### Allenatori
| Squadra    | Allenatore        |                | Squadra                                                                   | Allenatore       |
| ---------- | ----------------- | -------------- | ------------------------------------------------------------------------- | ---------------- |
| Carpi      | Enrico Bortolas   |                | Pro Vercelli                                                              | Luca Salvalaggio |
| Fiorentina | Federico Guidi    | Sampdoria      | Giovanni Invernizzi (1ª-4ª) Marco Masi (5ª-9ª) Francesco Pedone (10ª-26ª) |                  |
| Genoa      | Cristian Stellini | Sassuolo       | Paolo Mandelli                                                            |                  |
| Juventus   | Fabio Grosso      | Spezia         | Fabio Gallo                                                               |                  |
| Livorno    | Stefano Brondi    | Torino         | Moreno Longo                                                              |                  |
| Modena     | Simone Pavan      | Trapani        | Luigi Garzya                                                              |                  |
| Novara     | Giacomo Gattuso   | Virtus Entella | Gianpaolo Castorina                                                       |                  |

#### Classifica
| Pos. | Squadra        | Pt | G  | V  | N | P  | GF | GS | DR  |
| ---- | -------------- | -- | -- | -- | - | -- | -- | -- | --- |
| 1.   | Juventus       | 59 | 26 | 19 | 2 | 5  | 61 | 27 | +34 |
| 2.   | Virtus Entella | 57 | 26 | 18 | 3 | 5  | 69 | 40 | +29 |
| 3.   | Torino         | 56 | 26 | 17 | 5 | 4  | 53 | 19 | +34 |
| 4.   | Fiorentina     | 55 | 26 | 17 | 4 | 5  | 61 | 32 | +29 |
| 5.   | Sassuolo       | 49 | 26 | 15 | 4 | 7  | 58 | 44 | +14 |
| 6.   | Sampdoria      | 47 | 26 | 14 | 5 | 7  | 52 | 30 | +22 |
| 7.   | Genoa          | 40 | 26 | 11 | 7 | 8  | 48 | 33 | +15 |
| 8.   | Spezia         | 31 | 26 | 9  | 4 | 13 | 37 | 54 | -17 |
| 9.   | Novara         | 30 | 26 | 8  | 6 | 12 | 37 | 42 | -5  |
| 10.  | Modena         | 23 | 26 | 5  | 8 | 13 | 18 | 39 | -21 |
| 11.  | Carpi          | 20 | 26 | 5  | 5 | 16 | 29 | 55 | -26 |
| 12.  | Pro Vercelli   | 19 | 26 | 5  | 4 | 17 | 29 | 62 | -33 |
| 13.  | Livorno        | 15 | 26 | 4  | 3 | 19 | 24 | 54 | -30 |
| 14.  | Trapani        | 12 | 26 | 2  | 6 | 18 | 23 | 68 | -45 |

Legenda:

      Ammesse alla fase finale.
      Ammesse al turno di qualificazione.
Note:

Tre punti a vittoria, uno a pareggio, zero a sconfitta.

#### Risultati
| andata       | 1ª giornata              | ritorno      |
| 12 set. 2015 |                          | 16 gen. 2016 |
| 2-1          | Carpi-Livorno            | 1-2          |
| 1-1          | Fiorentina-Torino        | 0-1          |
| 3-0          | Juventus-Modena          | 2-1          |
| 0-1          | Novara-Spezia            | 1-1          |
| 0-2          | Pro Vercelli-Genoa       | 3-2          |
| 1-2          | Sampdoria-Virtus Entella | 1-2          |
| 0-5          | Trapani-Sassuolo         | 1-4          |

| andata      | 4ª giornata             | ritorno     |
| 3 ott. 2015 |                         | 6 feb. 2016 |
| 0-1         | Livorno-Spezia          | 2-1         |
| 1-0         | Modena-Genoa            | 0-3         |
| 3-1         | Sampdoria-Novara        | 2-0         |
| 1-1         | Sassuolo-Carpi          | 1-0         |
| 1-0         | Torino-Pro Vercelli     | 5-0         |
| 0-4         | Trapani-Fiorentina      | 1-5         |
| 2-1         | Virtus Entella-Juventus | 1-2         |

| andata       | 7ª giornata             | ritorno      |
| 31 ott. 2015 |                         | 27 feb. 2016 |
| 0-1          | Carpi-Fiorentina        | 1-1          |
| 2-2          | Livorno-Trapani         | 1-0          |
| 2-1          | Novara-Pro Vercelli     | 3-2          |
| 4-1          | Sampdoria-Juventus      | 1-1          |
| 1-1          | Spezia-Modena           | 1-1          |
| 2-1          | Torino-Genoa            | 1-0          |
| 0-2          | Virtus Entella-Sassuolo | 2-1          |

| andata       | 10ª giornata          | ritorno     |
| 28 nov. 2015 |                       | 2 apr. 2016 |
| 1-1          | Genoa-Fiorentina      | 0-1         |
| 0-4          | Livorno-Sampdoria     | 1-2         |
| 0-4          | Modena-Virtus Entella | 0-5         |
| 2-4          | Novara-Juventus       | 0-1         |
| 2-1          | Pro Vercelli-Sassuolo | 1-5         |
| 4-2          | Spezia-Trapani        | 2-3         |
| 6-2          | Torino-Carpi          | 2-0         |

| andata       | 13ª giornata            | ritorno     |
| 19 dic. 2015 |                         | 7 mag. 2016 |
| 1-2          | Carpi-Spezia            | 1-1         |
| 4-0          | Fiorentina-Pro Vercelli | 3-1         |
| 2-0          | Juventus-Genoa          | 2-5         |
| 1-1          | Sampdoria-Modena        | 1-0         |
| 3-2          | Sassuolo-Torino         | 0-5         |
| 0-4          | Trapani-Novara          | 1-2         |
| 4-2          | Virtus Entella-Livorno  | 2-1         |

| andata       | 2ª giornata          | ritorno      |
| 19 set. 2015 |                      | 23 gen. 2016 |
| 0-0          | Genoa-Novara         | 1-1          |
| 2-4          | Livorno-Fiorentina   | 1-3          |
| 1-0          | Modena-Trapani       | 1-1          |
| 2-1          | Sassuolo-Sampdoria   | 3-3          |
| 1-0          | Spezia-Pro Vercelli  | 2-0          |
| 1-1          | Torino-Juventus      | 1-2          |
| 2-0          | Virtus Entella-Carpi | 3-2          |

| andata       | 5ª giornata           | ritorno      |
| 17 ott. 2015 |                       | 13 feb. 2016 |
| 5-2          | Carpi-Trapani         | 2-2          |
| 2-1          | Fiorentina-Sampdoria  | 2-3          |
| 1-3          | Genoa-Virtus Entella  | 4-3          |
| 0-0          | Novara-Modena         | 2-0          |
| 1-4          | Pro Vercelli-Juventus | 0-3          |
| 2-4          | Spezia-Sassuolo       | 2-1          |
| 3-0          | Torino-Livorno        | 3-1          |

| andata      | 8ª giornata               | ritorno     |
| 7 nov. 2015 |                           | 5 mar. 2016 |
| 3-3         | Fiorentina-Virtus Entella | 4-2         |
| 4-1         | Genoa-Spezia              | 3-1         |
| 4-0         | Juventus-Sassuolo         | 2-3         |
| 1-0         | Modena-Livorno            | 2-0         |
| 1-1         | Novara-Torino             | 1-3         |
| 2-2         | Pro Vercelli-Carpi        | 1-2         |
| 2-1         | Trapani-Sampdoria         | 0-6         |

| andata      | 11ª giornata          | ritorno      |
| 5 dic. 2015 |                       | 23 apr. 2016 |
| 0-2         | Carpi-Genoa           | 0-5          |
| 4-1         | Fiorentina-Novara     | 3-2          |
| 2-1         | Juventus-Livorno      | 1-2          |
| 4-3         | Sampdoria-Spezia      | 0-1          |
| 1-0         | Sassuolo-Modena       | 2-2          |
| 0-1         | Trapani-Pro Vercelli  | 1-3          |
| 1-1         | Virtus Entella-Torino | 0-2          |

| andata       | 3ª giornata           | ritorno      |
| 26 set. 2015 |                       | 30 gen. 2016 |
| 0-3          | Carpi-Sampdoria       | 0-2          |
| 3-1          | Fiorentina-Sassuolo   | 1-3          |
| 3-0          | Genoa-Livorno         | 1-1          |
| 4-0          | Juventus-Trapani      | 2-0          |
| 2-4          | Novara-Virtus Entella | 1-2          |
| 2-2          | Pro Vercelli-Modena   | 0-0          |
| 2-1          | Spezia-Torino         | 1-2          |

| andata       | 6ª giornata            | ritorno      |
| 24 ott. 2015 |                        | 20 feb. 2016 |
| 4-2          | Fiorentina-Spezia      | 4-1          |
| 4-0          | Juventus-Carpi         | 2-1          |
| 0-4          | Modena-Torino          | 0-1          |
| 1-1          | Pro Vercelli-Livorno   | 2-1          |
| 0-0          | Sampdoria-Genoa        | 1-1          |
| 1-1          | Sassuolo-Novara        | 3-2          |
| 2-2          | Trapani-Virtus Entella | 1-2          |

| andata       | 9ª giornata            | ritorno      |
| 21 nov. 2015 |                        | 11 mar. 2016 |
| 0-4          | Carpi-Modena           | 3-0          |
| 1-0          | Juventus-Fiorentina    | 3-1          |
| 1-3          | Livorno-Novara         | 0-3          |
| 3-2          | Sampdoria-Pro Vercelli | 2-1          |
| 4-2          | Sassuolo-Genoa         | 3-4          |
| 0-0          | Trapani-Torino         | 0-2          |
| 3-0          | Virtus Entella-Spezia  | 5-3          |

| andata       | 12ª giornata                | ritorno      |
| 12 dic. 2015 |                             | 30 apr. 2016 |
| 2-2          | Genoa-Trapani               | 1-0          |
| 1-3          | Livorno-Sassuolo            | 0-1          |
| 0-1          | Modena-Fiorentina           | 0-1          |
| 2-3          | Novara-Carpi                | 1-0          |
| 0-5          | Pro Vercelli-Virtus Entella | 3-5          |
| 0-4          | Spezia-Juventus             | 0-3          |
| 2-1          | Torino-Sampdoria            | 0-1          |

### Girone B

#### Allenatori
| Squadra  | Allenatore         |             | Squadra                                                           | Allenatore     |
| -------- | ------------------ | ----------- | ----------------------------------------------------------------- | -------------- |
| Atalanta | Valter Bonacina    |             | Inter                                                             | Stefano Vecchi |
| Bologna  | Leonardo Colucci   | Milan       | Cristian Brocchi (1ª-22ª) Stefano Nava (23ª-26ª e qualificazioni) |                |
| Brescia  | Davide Possanzini  | Perugia     | Valeriano Recchi                                                  |                |
| Cagliari | Massimiliano Canzi | Salernitana | Marco Savini                                                      |                |
| Cesena   | Giuseppe Angelini  | Udinese     | Luca Mattiussi                                                    |                |
| Chievo   | Lorenzo D'Anna     | Verona      | Massimo Pavanel                                                   |                |
| Como     | Roberto Galia      | Vicenza     | Daniele Fortunato                                                 |                |

#### Classifica
| Pos. | Squadra     | Pt | G  | V  | N | P  | GF | GS | DR  |
| ---- | ----------- | -- | -- | -- | - | -- | -- | -- | --- |
| 1.   | Inter       | 60 | 26 | 18 | 6 | 2  | 50 | 18 | +32 |
| 2.   | Atalanta    | 57 | 26 | 17 | 6 | 3  | 53 | 23 | +30 |
| 3.   | Milan       | 52 | 26 | 17 | 1 | 8  | 58 | 31 | +27 |
| 4.   | Chievo      | 49 | 26 | 14 | 7 | 5  | 45 | 22 | +23 |
| 5.   | Cagliari    | 48 | 26 | 15 | 3 | 8  | 52 | 42 | +11 |
| 6.   | Verona      | 46 | 26 | 14 | 4 | 8  | 38 | 26 | +12 |
| 7.   | Udinese     | 32 | 26 | 9  | 5 | 12 | 33 | 31 | +2  |
| 8.   | Cesena      | 32 | 26 | 8  | 8 | 10 | 32 | 36 | -4  |
| 9.   | Bologna     | 32 | 26 | 9  | 5 | 12 | 28 | 35 | -7  |
| 10.  | Como        | 26 | 26 | 8  | 2 | 16 | 32 | 48 | -16 |
| 11.  | Perugia     | 24 | 26 | 7  | 3 | 16 | 31 | 54 | -23 |
| 12.  | Brescia     | 22 | 26 | 6  | 4 | 16 | 41 | 64 | -23 |
| 13.  | Vicenza     | 19 | 26 | 5  | 4 | 17 | 26 | 43 | -17 |
| 14.  | Salernitana | 16 | 26 | 4  | 4 | 18 | 21 | 68 | -47 |

Legenda:

      Ammesse alla fase finale.
      Ammesse al turno di qualificazione.
Note:

Tre punti a vittoria, uno a pareggio, zero a sconfitta.

#### Risultati
| andata       | 1ª giornata           | ritorno      |
| 12 set. 2015 |                       | 16 gen. 2016 |
| 2-0          | Atalanta-Brescia      | 3-2          |
| 2-1          | Bologna-Como          | 1-2          |
| 1-1          | Cesena-Vicenza        | 0-0          |
| 1-1          | Chievo-Inter          | 1-0          |
| 0-2          | Milan-Udinese         | 1-0          |
| 0-2          | Perugia-Hellas Verona | 1-2          |
| 2-3          | Salernitana-Cagliari  | 0-3          |

| andata      | 4ª giornata               | ritorno     |
| 3 ott. 2015 |                           | 6 feb. 2016 |
| 0-1         | Bologna-Cesena            | 1-3         |
| 3-2         | Brescia-Como              | 1-2         |
| 2-0         | Cagliari-Inter            | 1-1         |
| 4-0         | Hellas Verona-Salernitana | 0-1         |
| 3-4         | Milan-Atalanta            | 3-1         |
| 2-1         | Perugia-Vicenza           | 1-0         |
| 2-3         | Udinese-Chievo            | 0-0         |

| andata       | 7ª giornata            | ritorno      |
| 31 ott. 2015 |                        | 27 feb. 2016 |
| 4-1          | Cagliari-Hellas Verona | 0-4          |
| 0-1          | Chievo-Atalanta        | 2-3          |
| 2-0          | Inter-Como             | 1-0          |
| 1-5          | Perugia-Cesena         | 1-1          |
| 1-0          | Salernitana-Milan      | 1-2          |
| 0-1          | Udinese-Bologna        | 0-1          |
| 2-0          | Vicenza-Brescia        | 3-7          |

| andata       | 10ª giornata         | ritorno     |
| 28 nov. 2015 |                      | 2 apr. 2016 |
| 3-1          | Atalanta-Vicenza     | 2-1         |
| 0-2          | Bologna-Perugia      | 2-3         |
| 1-5          | Brescia-Milan        | 0-4         |
| 0-2          | Cagliari-Cesena      | 1-2         |
| 1-0          | Chievo-Hellas Verona | 0-0         |
| 0-0          | Como-Udinese         | 1-3         |
| 5-0          | Inter-Salernitana    | 6-0         |

| andata       | 13ª giornata          | ritorno     |
| 19 dic. 2015 |                       | 7 mag. 2016 |
| 0-2          | Cesena-Atalanta       | 1-3         |
| 0-0          | Hellas Verona-Bologna | 1-0         |
| 3-2          | Milan-Cagliari        | 2-3         |
| 2-4          | Perugia-Inter         | 1-2         |
| 0-2          | Salernitana-Chievo    | 0-3         |
| 2-0          | Udinese-Brescia       | 3-0         |
| 2-1          | Vicenza-Como          | 0-3         |

| andata       | 2ª giornata          | ritorno      |
| 19 set. 2015 |                      | 23 gen. 2016 |
| 3-2          | Brescia - Bologna    | 1-4          |
| 2-0          | Cagliari-Chievo      | 3-2          |
| 1-6          | Como-Milan           | 1-4          |
| 1-0          | Hellas Verona-Cesena | 1-0          |
| 1-1          | Inter-Atalanta       | 1-1          |
| 1-0          | Udinese-Perugia      | 3-1          |
| 1-2          | Vicenza-Salernitana  | 5-0          |

| andata       | 5ª giornata            | ritorno      |
| 17 ott. 2015 |                        | 13 feb. 2016 |
| 0-1          | Atalanta-Hellas Verona | 1-1          |
| 1-0          | Cagliari-Brescia       | 2-4          |
| 3-2          | Chievo-Milan           | 1-1          |
| 2-0          | Como-Perugia           | 1-1          |
| 3-1          | Inter-Cesena           | 3-0          |
| 3-2          | Salernitana-Udinese    | 2-4          |
| 0-1          | Vicenza-Bologna        | 0-1          |

| andata      | 8ª giornata           | ritorno     |
| 7 nov. 2015 |                       | 5 mar. 2016 |
| 2-2         | Atalanta-Cagliari     | 3-1         |
| 1-2         | Bologna-Inter         | 0-0         |
| 3-1         | Brescia-Salernitana   | 2-2         |
| 1-1         | Cesena-Udinese        | 4-3         |
| 0-2         | Como-Chievo           | 1-2         |
| 4-0         | Hellas Verona-Vicenza | 2-1         |
| 3-1         | Milan-Perugia         | 3-0         |

| andata      | 11ª giornata          | ritorno      |
| 5 dic. 2015 |                       | 23 apr. 2016 |
| 0-1         | Cesena-Como           | 3-1          |
| 2-2         | Hellas Verona-Brescia | 3-2          |
| 1-2         | Milan-Bologna         | 2-0          |
| 1-3         | Perugia-Cagliari      | 1-4          |
| 0-2         | Salernitana-Atalanta  | 0-7          |
| 1-1         | Udinese-Inter         | 0-1          |
| 0-2         | Vicenza-Chievo        | 0-3          |

| andata       | 3ª giornata         | ritorno      |
| 26 set. 2015 |                     | 30 gen. 2016 |
| 0-0          | Atalanta-Bologna    | 1-1          |
| 2-3          | Cesena-Milan        | 0-2          |
| 2-0          | Chievo-Brescia      | 2-2          |
| 1-4          | Como-Cagliari       | 1-2          |
| 2-1          | Inter-Hellas Verona | 1-0          |
| 0-0          | Salernitana-Perugia | 2-3          |
| 0-1          | Vicenza-Udinese     | 1-1          |

| andata       | 6ª giornata           | ritorno      |
| 24 ott. 2015 |                       | 20 feb. 2016 |
| 1-2          | Atalanta-Como         | 2-0          |
| 0-4          | Bologna-Cagliari      | 4-1          |
| 2-4          | Brescia-Inter         | 1-2          |
| 1-1          | Cesena-Salernitana    | 0-0          |
| 2-3          | Hellas Verona-Udinese | 1-0          |
| 1-0          | Milan-Vicenza         | 2-0          |
| 1-3          | Perugia-Chievo        | 2-1          |

| andata       | 9ª giornata         | ritorno      |
| 21 nov. 2015 |                     | 12 mar. 2016 |
| 2-0          | Cesena-Brescia      | 1-1          |
| 4-0          | Chievo-Bologna      | 0-0          |
| 2-1          | Milan-Hellas Verona | 3-0          |
| 0-2          | Perugia-Atalanta    | 0-3          |
| 1-2          | Udinese-Cagliari    | 0-2          |
| 1-3          | Salernitana-Como    | 1-3          |
| 0-1          | Vicenza-Inter       | 1-2          |

| andata       | 12ª giornata        | ritorno      |
| 12 dic. 2015 |                     | 30 apr. 2016 |
| 2-0          | Atalanta-Udinese    | 1-0          |
| 2-0          | Bologna-Salernitana | 2-1          |
| 2-1          | Brescia-Perugia     | 2-5          |
| 0-0          | Cagliari-Vicenza    | 0-4          |
| 4-0          | Chievo-Cesena       | 1-1          |
| 2-3          | Como-Hellas Verona  | 0-1          |
| 2-0          | Inter-Milan         | 2-0          |

### Girone C

#### Allenatori
| Squadra   | Allenatore          |                 | Squadra | Allenatore                                                     |
| --------- | ------------------- | --------------- | --- | -------------------------------------------------------------- |
| Ascoli    | Cetteo Di Mascio    |                 | Lazio | Simone Inzaghi (1ª-23ª) Joop Lensen (24ª-26ª e qualificazioni) |
| Avellino  | Gennaro Iezzo       | Napoli          | Giampaolo Saurini |                                                                |
| Bari      | Corrado Urbano      | Palermo         | Giovanni Bosi (1ª-14ª) Francesco Libro (15ª) Giovanni Bosi (16ª-17ª) Francesco Libro (18ª) Giovanni Bosi (19ª-26ª e fase finale) |                                                                |
| Crotone   | Aniello Parisi      | Pescara         | Davide Ruscitti |                                                                |
| Empoli    | Massimo Mutarelli   | Roma            | Alberto De Rossi |                                                                |
| Frosinone | Federico Coppitelli | Ternana         | Stefano Avincola (1ª-2ª) Luciano Nonni (3ª) Stefano Avincola (4ª-26ª)                                                            |                                                                |
| Latina    | Marco Ghirotto      | Virtus Lanciano | Primo Maragliulo (1ª-16ª) Salvatore Alfieri (17ª-26ª)                                                                            |                                                                |

#### Classifica
| Pos. | Squadra         | Pt | G  | V  | N | P  | GF | GS | DR  |
| ---- | --------------- | -- | -- | -- | - | -- | -- | -- | --- |
| 1.   | Roma            | 57 | 26 | 17 | 6 | 3  | 64 | 17 | +47 |
| 2.   | Palermo         | 55 | 26 | 17 | 4 | 5  | 47 | 26 | +21 |
| 3.   | Empoli          | 49 | 26 | 15 | 4 | 7  | 54 | 34 | +20 |
| 4.   | Lazio           | 47 | 26 | 14 | 5 | 7  | 63 | 33 | +30 |
| 5.   | Pescara         | 44 | 26 | 13 | 5 | 8  | 41 | 29 | +12 |
| 6.   | Frosinone       | 43 | 26 | 13 | 4 | 9  | 46 | 33 | +13 |
| 8.   | Ascoli          | 39 | 26 | 11 | 6 | 9  | 50 | 44 | +6  |
| 7.   | Crotone         | 37 | 26 | 11 | 4 | 11 | 42 | 43 | -1  |
| 9.   | Bari            | 33 | 26 | 10 | 3 | 13 | 38 | 49 | -11 |
| 10.  | Napoli          | 32 | 26 | 9  | 5 | 12 | 43 | 42 | +1  |
| 11.  | Virtus Lanciano | 27 | 26 | 8  | 3 | 15 | 39 | 60 | -21 |
| 12.  | Ternana         | 26 | 26 | 8  | 2 | 16 | 26 | 40 | -14 |
| 13.  | Latina          | 25 | 26 | 8  | 1 | 17 | 43 | 64 | -21 |
| 14.  | Avellino        | 5  | 26 | 1  | 2 | 23 | 11 | 93 | -82 |

Legenda:

      Ammesse alla fase finale.
      Ammesse al turno di qualificazione.
Note:

Tre punti a vittoria, uno a pareggio, zero a sconfitta.

#### Risultati
| andata       | 1ª giornata               | ritorno      |
| 12 set. 2015 |                           | 16 gen. 2016 |
| 2-0          | Ascoli-Avellino           | 3-1          |
| 0-1          | Bari-Ternana              | 0-1          |
| 3-1          | Crotone-Latina            | 2-4          |
| 4-0          | Frosinone-Virtus Lanciano | 0-3          |
| 1-1          | Palermo-Napoli            | 2-1          |
| 0-4          | Pescara-Lazio             | 1-1          |
| 5-0          | Roma-Empoli               | 3-1          |

| andata      | 4ª giornata          | ritorno     |
| 3 ott. 2015 |                      | 6 feb. 2016 |
| 0-0         | Avellino-Roma        | 0-6         |
| 4-1         | Latina-Frosinone     | 0-2         |
| 1-0         | Lazio-Crotone        | 2-0         |
| 1-1         | Napoli-Ascoli        | 1-4         |
| 1-6         | Palermo-Empoli       | 2-1         |
| 1-0         | Ternana-Pescara      | 0-1         |
| 3-2         | Virtus Lanciano-Bari | 1-5         |

| andata       | 7ª giornata            | ritorno      |
| 31 ott. 2015 |                        | 27 feb. 2016 |
| 1-0          | Avellino-Ternana       | 0-4          |
| 3-4          | Crotone-Palermo        | 0-1          |
| 3-1          | Empoli-Lazio           | 1-3          |
| 2-1          | Frosinone-Pescara      | 1-2          |
| 1-4          | Latina-Ascoli          | 0-1          |
| 2-1          | Roma-Bari              | 1-1          |
| 2-0          | Virtus Lanciano-Napoli | 0-6          |

| andata       | 10ª giornata            | ritorno     |
| 28 nov. 2015 |                         | 2 apr. 2016 |
| 2-0          | Crotone-Roma            | 0-7         |
| 3-1          | Empoli-Bari             | 2-0         |
| 4-2          | Frosinone-Napoli        | 0-2         |
| 7-0          | Latina-Avellino         | 6-1         |
| 3-0          | Lazio-Ternana           | 4-3         |
| 1-2          | Palermo-Virtus Lanciano | 2-1         |
| 2-0          | Pescara-Ascoli          | 2-2         |

| andata       | 13ª giornata          | ritorno     |
| 19 dic. 2015 |                       | 7 mag. 2016 |
| 0-1          | Ascoli-Palermo        | 1-3         |
| 0-5          | Avellino-Crotone      | 1-2         |
| 0-1          | Bari-Pescara          | 3-1         |
| 4-1          | Napoli-Latina         | 4-2         |
| 2-0          | Roma-Frosinone        | 1-1         |
| 3-1          | Ternana-Empoli        | 1-3         |
| 1-5          | Virtus Lanciano-Lazio | 0-6         |

| andata       | 2ª giornata            | ritorno      |
| 19 set. 2015 |                        | 23 gen. 2016 |
| 1-2          | Avellino-Bari          | 0-2          |
| 3-2          | Empoli-Frosinone       | 0-0          |
| 2-1          | Latina-Pescara         | 0-6          |
| 0-0          | Lazio-Palermo          | 1-2          |
| 3-6          | Napoli-Roma            | 0-2          |
| 2-0          | Ternana-Crotone        | 0-3          |
| 5-0          | Virtus Lanciano-Ascoli | 4-7          |

| andata       | 5ª giornata              | ritorno      |
| 17 ott. 2015 |                          | 13 feb. 2016 |
| 1-1          | Bari-Ascoli              | 2-5          |
| 5-1          | Crotone-Pescara          | 0-0          |
| 4-0          | Empoli-Napoli            | 0-2          |
| 2-1          | Frosinone-Palermo        | 0-1          |
| 2-2          | Latina-Lazio             | 1-2          |
| 2-1          | Roma-Ternana             | 3-0          |
| 3-0          | Virtus Lanciano-Avellino | 3-0          |

| andata      | 8ª giornata             | ritorno     |
| 7 nov. 2015 |                         | 5 mar. 2016 |
| 1-1         | Ascoli-Frosinone        | 2-2         |
| 2-1         | Bari-Latina             | 2-0         |
| 2-2         | Crotone-Empoli          | 2-1         |
| 8-1         | Lazio-Avellino          | 3-0         |
| 1-0         | Napoli-Ternana          | 2-1         |
| 1-1         | Palermo-Roma            | 0-1         |
| 4-1         | Pescara-Virtus Lanciano | 3-1         |

| andata      | 11ª giornata           | ritorno      |
| 5 dic. 2015 |                        | 23 apr. 2016 |
| 1-2         | Ascoli-Crotone         | 3-2          |
| 2-3         | Avellino-Empoli        | 0-6          |
| 0-2         | Bari-Palermo           | 1-2          |
| 0-1         | Napoli-Pescara         | 1-3          |
| 2-1         | Roma-Lazio             | 1-1          |
| 0-3         | Ternana-Frosinone      | 0-2          |
| 4-1         | Virtus Lanciano-Latina | 1-2          |

| andata       | 3ª giornata          | ritorno      |
| 26 set. 2015 |                      | 30 gen. 2016 |
| 0-0          | Ascoli-Ternana       | 2-1          |
| 2-1          | Bari-Lazio           | 2-7          |
| 1-0          | Crotone-Napoli       | 0-0          |
| 1-0          | Empoli-Latina        | 2-0          |
| 4-1          | Frosinone-Avellino   | 3-0          |
| 0-0          | Pescara-Palermo      | 0-2          |
| 3-0          | Roma-Virtus Lanciano | 1-1          |

| andata       | 6ª giornata             | ritorno      |
| 24 ott. 2015 |                         | 20 feb. 2016 |
| 0-2          | Ascoli-Roma             | 1-4          |
| 3-3          | Bari-Crotone            | 2-1          |
| 1-2          | Lazio-Frosinone         | 3-0          |
| 3-0          | Napoli-Avellino         | 2-2          |
| 4-1          | Palermo-Latina          | 4-1          |
| 1-1          | Pescara-Empoli          | 0-2          |
| 1-1          | Ternana-Virtus Lanciano | 2-0          |

| andata       | 9ª giornata            | ritorno      |
| 21 nov. 2015 |                        | 12 mar. 2016 |
| 2-0          | Ascoli-Lazio           | 5-0          |
| 0-3          | Avellino-Palermo       | 0-5          |
| 3-1          | Frosinone-Crotone      | 0-2          |
| 4-0          | Napoli-Bari            | 1-2          |
| 0-1          | Roma-Pescara           | 0-1          |
| 2-3          | Ternana-Latina         | 0-3          |
| 0-0          | Virtus Lanciano-Empoli | 1-2          |

| andata       | 12ª giornata            | ritorno      |
| 12 dic. 2015 |                         | 30 apr. 2016 |
| 2-1          | Crotone-Virtus Lanciano | 1-0          |
| 3-1          | Empoli-Ascoli           | 3-1          |
| 3-0          | Frosinone-Bari          | 1-2          |
| 0-1          | Latina-Roma             | 0-8          |
| 1-0          | Lazio-Napoli            | 2-2          |
| 1-0          | Palermo-Ternana         | 1-2          |
| 3-0          | Pescara-Avellino        | 5-0          |

## Statistiche

### Record stagionali (fase a gironi)
- Maggior numero di vittorie: Juventus (19)
- Maggior numero di vittorie in casa: Juventus, Roma, Torino (12)
- Maggior numero di vittorie in trasferta: Atalanta (10)
- Minor numero di vittorie: Avellino (1)
- Minor numero di vittorie in casa: Avellino (1)
- Minor numero di vittorie in trasferta: Avellino, Brescia, Trapani (0)
- Maggior numero di pareggi: Cesena, Modena (8)
- Maggior numero di pareggi in casa: Cesena (5)
- Maggior numero di pareggi in trasferta: Roma (6)
- Minor numero di pareggi: Latina, Milan (1)
- Minor numero di pareggi in casa: Carpi, Empoli, Roma (0)
- Minor numero di pareggi in trasferta: Avellino, Bari, Latina, Milan, Verona (0)
- Maggior numero di sconfitte: Avellino (23)
- Maggior numero di sconfitte in casa: Avellino, Carpi (10)
- Maggior numero di sconfitte in trasferta: Avellino (13)
- Minor numero di sconfitte: Inter (2)
- Minor numero di sconfitte in casa: Juventus, Torino (0)
- Minor numero di sconfitte in trasferta: Atalanta (0)
- Miglior attacco: Virtus Entella (69 gol fatti)
- Peggior attacco: Avellino (11 gol fatti)
- Miglior difesa: Roma (17 gol subiti)
- Peggior difesa: Avellino (93 gol subiti)
- Miglior differenza reti: Roma (+47)
- Peggior differenza reti: Avellino (-82)
- Miglior serie positiva: Juventus (13)
- Maggior numero di vittorie consecutive: Juventus, Palermo (10)
- Maggior numero di vittorie interne consecutive: Juventus (7)
- Maggior numero di vittorie esterne consecutive: Juventus, Palermo (5)
- Maggior numero di pareggi consecutivi: Palermo (3)
- Maggior numero di sconfitte consecutive: Avellino (14)
- Partita con maggior numero di gol: Ascoli-Virtus Lanciano 7-4 (15ª giornata)
- Partita con maggiore scarto di gol: Roma-Latina 8-0 (25ª giornata)

### Classifica marcatori
| Gol | Rigori |  | Giocatore         | Squadra        |
| --- | ------ |  | ----------------- | -------------- |
| 24  | 4      |  | Andrés Ponce      | Sampdoria      |
| 22  | 4      |  | Antonio Negro     | Napoli         |
| 19  |        |  | Simone Palombi    | Lazio          |
| 19  | 5      |  | Nicholas Pierini  | Sassuolo       |
| 17  | 3      |  | Matteo Cortesi    | Cagliari       |
| 17  | 4      |  | Riccardo Moreo    | Virtus Entella |
| 16  |        |  | Andrea Favilli    | Juventus       |
| 16  | 4      |  | Michele Volpe     | Frosinone      |
| 15  |        |  | Axel Müller       | Pescara        |
| 15  | 2      |  | Riccardo Orsolini | Ascoli         |

## Turno di qualificazione alla fase finale
Le otto squadre che accedono a questa fase sono accoppiate tra loro in un tabellone che prevede la disputa di sei gare a turno unico.
In ogni gara, le squadre meglio classificate nel girone eliminatorio hanno il diritto di disputare la partita in casa. Le due squadre vincenti le semifinali accedono alla fase finale.
La miglior terza sfiderà la seconda miglior quinta (incontro 1); la miglior quarta sfiderà la seconda miglior quarta (incontro 2); la seconda miglior terza sfiderà la miglior quinta (incontro 3); la peggior terza sfiderà la peggior quarta (incontro 4). Successivamente, la vincente dell'incontro 1 sfiderà la vincente dell'incontro 2, la vincente dell'incontro 3 sfiderà la vincente dell'incontro 4.

### Squadre qualificate
- Torino  - 3ª classificata girone A (miglior terza)
- Milan  - 3ª classificata girone B (seconda miglior terza)
- Empoli  - 3ª classificata girone C (peggior terza)
- Fiorentina  - 4ª classificata girone A (miglior quarta)
- Chievo  - 4ª classificata girone B (seconda miglior quarta)
- Lazio  - 4ª classificata girone C (peggior quarta)
- Sassuolo  - 5ª classificata girone A (miglior quinta)
- Cagliari  - 5ª classificata girone B (seconda miglior quinta)

### Quarti di finale
- Gare a turno unico: 14-15 maggio 2016.

| Squadra 1  | Risultato | Squadra 2 |
| ---------- | --------- | --------- |
| Torino     | 3 - 0     | Cagliari  |
| Fiorentina | 1 - 0     | Chievo    |
| Milan      | 1 - 0     | Sassuolo  |
| Empoli     | 3 - 1     | Lazio     |

### Semifinali
- Gare a turno unico: 21 maggio 2016.

| Squadra 1 | Risultato       | Squadra 2  |
| --------- | --------------- | ---------- |
| Torino    | 1 - 1 (4-3 dcr) | Fiorentina |
| Milan     | 1 - 1 (4-5 dcr) | Empoli     |

## Fase finale
La fase finale del Campionato Primavera si è disputata dal 27 maggio al 4 giugno 2016. L'Assemblea di Lega Serie A TIM ha assegnato al Sassuolo Calcio, l'organizzazione della Fase Finale del Campionato Primavera TIM 2015-2016.
Per le società vincitrici dei gironi eliminatori e per la miglior seconda in assoluto, considerate teste di serie, è stata esclusa per regolamento la possibilità di incontrarsi tra loro nei quarti di finale.
Le società teste di serie e le altre quattro società finaliste sono state accoppiate fra loro mediante sorteggio libero, formando il tabellone che ha determinato anche gli accoppiamenti delle semifinali.
Roma e Juventus si sono contese nella finale il titolo di Campione d'Italia Primavera TIM 2015/2016 “Trofeo Giacinto Facchetti”, conquistato poi dalla Roma ai tiri di rigore, eseguiti dopo che la gara era terminata in parità (1-1) dopo lo svolgimento dei tempi regolamentari e supplementari.

### Squadre qualificate alla fase finale
Teste di serie
- Juventus  - 1ª classificata girone A
- Inter  - 1ª classificata girone B
- Roma  - 1ª classificata girone C
- Atalanta  - 2ª classificata girone B (miglior seconda)

Non teste di serie
- Virtus Entella  - 2ª classificata girone A
- Palermo  - 2ª classificata girone C
- Torino  - 3ª classificata girone A (vincitrice spareggi)
- Empoli  - 3ª classificata girone C (vincitrice spareggi)

### Tabellone
|  | Quarti di finale | Quarti di finale | Quarti di finale |            |            | Semifinali | Semifinali | Semifinali |  |  | Finale | Finale | Finale |  |
|  |                  |                  |                  |            |            |            |            |            |  |  |        |        |        |  |
|  | Inter (dtr)      | Inter (dtr)      | 3 (5)            |            |            |            |            |            |  |  |        |        |        |  |
|  | Inter (dtr)      | Inter (dtr)      | 3 (5)            |            |            |            |            |            |  |  |        |        |        |  |
|  | Palermo          | Palermo          | 3 (3)            |            |            |            |            |            |  |  |        |        |        |  |
|  | Palermo          | Palermo          | 3 (3)            |            | Inter      | Inter      | 3 (5)      |            |  |  |        |        |        |  |
|  |                  |                  |                  |            | Inter      | Inter      | 3 (5)      |            |  |  |        |        |        |  |
|  |                  |                  | Roma (dtr)       | Roma (dtr) | 3 (6)      |            |            |            |  |  |        |        |        |  |
|  | Virtus Entella   | Virtus Entella   | Roma (dtr)       | Roma (dtr) | 3 (6)      | 0          |            |            |  |  |        |        |        |  |
|  | Virtus Entella   | Virtus Entella   |                  |            |            |            |            |            |  |  |        |        |        |  |
|  | Roma             | Roma             | 2                |            |            |            |            |            |  |  |        |        |        |  |
|  | Roma             | Roma             | 2                |            | Roma (dtr) | Roma (dtr) | 1 (6)      |            |  |  |        |        |        |  |
|  |                  |                  |                  |            |            |            |            |            |  |  |        |        |        |  |
|  |                  |                  | Juventus         | Juventus   | 1 (5)      |            |            |            |  |  |        |        |        |  |
|  | Juventus         | Juventus         | Juventus         | Juventus   | 1 (5)      | 4          |            |            |  |  |        |        |        |  |
|  | Juventus         | Juventus         |                  |            |            |            |            |            |  |  |        |        |        |  |
|  | Empoli           | Empoli           | 2                |            |            |            |            |            |  |  |        |        |        |  |
|  | Empoli           | Empoli           | 2                |            | Juventus   | Juventus   | 1          |            |  |  |        |        |        |  |
|  |                  |                  |                  |            | Juventus   | Juventus   | 1          |            |  |  |        |        |        |  |
|  |                  |                  | Torino           | Torino     | 0          |            |            |            |  |  |        |        |        |  |
|  | Torino           | Torino           | Torino           | Torino     | 0          | 1          |            |            |  |  |        |        |        |  |
|  | Torino           | Torino           |                  |            |            |            |            |            |  |  |        |        |        |  |
|  | Atalanta         | Atalanta         | 0                |            |            |            |            |            |  |  |        |        |        |  |

### Incontri

#### Quarti di finale
| Arbitro: | Amabile (Vicenza) |

|                                       |                      |                                       |
| Manaj 11’, 80’ Kouamé 105+1’          | Marcatori            | 6’ Ferchichi 78’, 95’ Lo Faso         |
| Manaj Pinamonti Zonta Bakayoko Gyamfi | Tiri di rigore 5 – 3 | La Gumina Lo Faso Ferchichi Maddaloni |

| Arbitro: | Prontera (Bologna) |

|  |           |                      |
|  | Marcatori | 29’ Ponce 84’ Machin |

| Arbitro: | Zanonato (Vicenza) |

|                                           |           |                     |
| Favilli 23’, 77’ Pozzebon 57’ Cassata 89’ | Marcatori | 37’ Bellini 62’ Piu |

| Arbitro: | Perotti (Legnano) |

|                |           |  |
| Candellone 26’ | Marcatori |  |

#### Semifinali
| Arbitro: | Piscopo (Imperia) |

|                                                 |                      |                                                  |
| Baldini 24’ Manaj 90’ (rig.), 91’               | Marcatori            | 39’, 50’ Tumminello 108’ Ponce                   |
| Manaj Pinamonti Correia Gyamfi Bakayoko Baldini | Tiri di rigore 5 – 6 | Ponce Vasco Spinozzi Capradossi Marchizza Machin |

| Arbitro: | Guccini (Albano Laziale) |

|              |           |  |
| Pozzebon 26’ | Marcatori |  |

#### Finale
| Arbitro: | Amoroso (Paola) |

|                                                         |                      |                                                         |
| Ponce 47’                                               | Marcatori            | 36’ (rig.) Kastanos                                     |
| Ponce Vasco Spinozzi Capradossi Marchizza Bordin Grossi | Tiri di rigore 6 – 5 | Lirola Vadalá Cassata Kastanos Di Massimo Zappa Favilli |

## Rosa campione
Dati tratti da TransfertMarkt
| Ruolo | Nome giocatore       | Nazionalità          |
| ----- | -------------------- | -------------------- |
| P     | Ionuț Pop            | Romania (bandiera)   |
| P     | Lorenzo Crisanto     | Italia (bandiera)    |
| P     | Andrea Romagnoli     | Italia (bandiera)    |
|       |                      |                      |
| D     | Riccardo Marchizza   | Italia (bandiera)    |
| D     | Elio Capradossi      | /                    |
| D     | Stefano Ciavattini   | Italia (bandiera)    |
| D     | Lorenzo Grossi       | Italia (bandiera)    |
| D     | Nura Abdullahi       | Nigeria (bandiera)   |
| D     | Maodu Diallo         | Senegal (bandiera)   |
| D     | Eros De Santis       | Italia (bandiera)    |
| D     | Luca Pellegrini      | Italia (bandiera)    |
| D     | Silvio Anocic        | Croazia (bandiera)   |
| D     | Andrea Paolelli      | Italia (bandiera)    |
| D     | Nicolò Tofanari      | Italia (bandiera)    |
|       |                      |                      |
| C     | Lorenzo Vasco (cap.) | Italia (bandiera)    |
| C     | Emanuele Ndoj        | Albania (bandiera)   |
| C     | Christian D'Urso     | Italia (bandiera)    |
| C     | Alessandro Bordin    | Italia (bandiera)    |
| C     | José Machin          | /                    |
| C     | Joseph Bouasse       | Camerun (bandiera)   |
| C     | Lorenzo Di Livio     | Italia (bandiera)    |
| C     | Emanuele Spinozzi    | Italia (bandiera)    |
|       |                      |                      |
| A     | Marco Tumminello     | Italia (bandiera)    |
| A     | Edoardo Soleri       | Italia (bandiera)    |
| A     | Filippo Franchi      | Italia (bandiera)    |
| A     | Keba Coly            | Senegal (bandiera)   |
| A     | Ezequiel Ponce       | Argentina (bandiera) |
| A     | Sadiq Umar           | Nigeria (bandiera)   |

## Verdetti
- Roma campione d'Italia Primavera 2015-2016 e ammessa al percorso "Campioni nazionali" della UEFA Youth League 2016-2017.